# Liutpold I. Savinjski
Liutpold I. Savinjski ali Leopold I. Savinjski (Liupoldus de Saunia), svobodni plemič iz prve polovice 12. stoletja in pripadnik rodbine, ki je kasneje postala znana z imenom Celjski grofje.
Liutpold I. Savinjski je drugi po imenu znani pripadnik plemičev Žovneških oziroma Celjskih.  Njegov rod najverjetneje izhaja od nekega Heminega odvetnika; po večinskem mnenju od Askvina,  morda pa od Preslava.  Liutpold I. je v virih omenjen zgolj enkrat in sicer ga neka listina iz leta 1146 omenja kot pričo.Ker se v virih pojavlja neposredno za Gebhardom I., je verjetno njegov brat ali sin.